# Oenothera deserticola
Oenothera deserticola är en dunörtsväxtart som först beskrevs av Ludwig Eduard Loesener, och fick sitt nu gällande namn av Philip Alexander Munz. Oenothera deserticola ingår i släktet nattljussläktet, och familjen dunörtsväxter. Inga underarter finns listade i Catalogue of Life.